# ديف بويل
ديف بويل (بالإنجليزية: Dave Boyle)‏ هو مخرج أمريكي، ولد في 1982.

## وصلات خارجية
- ديف بويل على موقع IMDb (الإنجليزية)
- ديف بويل على موقع ألو سيني (الفرنسية)
- ديف بويل على موقع أول موفي (الإنجليزية)
- ديف بويل على موقع قاعدة بيانات الفيلم (الإنجليزية)
- ديف بويل على موقع كينوبويسك (الروسية)